# サーカ・サバイブ
サーカ・サバイブ（Circa Survive）は、アメリカ合衆国ペンシルベニア州フィラデルフィアにて結成された、オルタナティヴ・ロック・バンドである。
かつてセイオシンに在籍していたアンソニー・グリーンが2004年に立ち上げたバンドで、アメリカ大手のインディーズ・レーベル、イコール・ヴィジョンから2005年にデビューを飾る。その後、2007年にリリースしたセカンド・アルバム『On Letting Go』が全米チャートで24位となり、インディーズ・シーンでの人気を獲得した。
2010年にはメジャー・レーベルからのデビューも果たしている。

## メンバー
- アンソニー・グリーン (Anthony Green) - ボーカル
- コリン・フランジセット (Colin Frangicetto) - ギター
- ブレンダン・エクストローム (Brendan Ekstrom) - ギター
- ニック・バード (Nick Beard) - ベース
- スティーヴ・クリフォード (Steve Clifford) - ドラム

## ディスコグラフィ

### アルバム
| 発売日         | タイトル       | 販売レーベル         | 全米ビルボードアルバムチャート最高位 |
| 2005年4月19日  | Juturna        | Equal Vision Records | 183位                                |
| 2007年5月29日  | On Letting Go  | Equal Vision Records | 24位                                 |
| 2010年4月20日  | Blue Sky Noise | Atlantic Records     | 11位                                 |
| 2012年8月28日  | Violent Waves  | 自主制作             | 15位                                 |
| 2014年11月24日 | Descensus      | Sumerian Records     | 50位                                 |
| 2017年9月22日  | The Amulet     | Hopeless Records     | 26位                                 |

### EP
- The Inuit Sessions (2005年)
- B-Sides (2010年)
- Appendage (2010年)
- A Dream About Love (2021年)
- A Dream About Death (2022年)